# Agustín Salvatierra
Agustín Alex Salvatierra Concha (* 7. Dezember 1970 in Peñaflor) ist ein ehemaliger chilenischer Fußballspieler und heutiger -trainer. Der Abwehrspieler feierte mit dem CSD Colo-Colo zehn Titel. Cucho, wie er auch genannt wurde, bestritt ein Länderspiel für die Nationalmannschaft.

## Karriere

### Verein
Agustín Salvatierra begann seine Profikarriere 1987 beim CSD Colo-Colo, bestritt sein erstes Spiel in der Liga allerdings erst 1990. Mit den Albos sammelte er viele Titel, darunter vier Meisterschaften, vier Pokalsiege sowie die Copa Interamericana 1992 und Recopa Sudamericana 1992. Beim wichtigsten Titel des Klubs, dem Gewinn der Copa Libertadores 1991, fehlte er allerdings, da er nicht für den Wettbewerb registriert worden war. 1996 wechselte der zentrale Abwehrspieler zu Ligakonkurrent CD Palestino und verließ 2000 Chile in Richtung Mexiko, wo er für den CD Veracruz auflief. Nach einer kurzen Rückkehr in sein Heimatland bei Deportes Puerto Montt ließ Cucho seine aktive Karriere in Indonesien und in Thailand ausklingen. Zuletzt stand er 2004 bei Bec Tero Sasana unter Vertrag.
Nach seiner aktiven Karriere kam Salvatierra zu Colo-Colo zurück und war dort als Jugendtrainer tätig. Von 2016 bis 2018 war er zudem Assistenztrainer von Pablo Guede und stand 2017 für ein Spiel als Hauptverantwortlicher an der Seitenlinie.

### Nationalmannschaft
Salvatierra bestritt sein einziges Spiel für die chilenische Nationalmannschaft im August 1996 beim Freundschaftsspiel gegen Costa Rica.

## Erfolge
Colo-Colo
- Chilenischer Meister: 1989, 1990, 1991, 1993
- Chilenischer Pokalsieger: 1988, 1989, 1990, 1994
- Sieger der Copa Interamericana: 1992
- Sieger der Recopa-Sudamericana: 1992